# Regierung De Valera V
Die Regierung De Valera V war der achte und letzte Exekutivrat des Irischen Freistaats, sie amtierte vom 21. Juli 1937 bis zum 29. Dezember 1937.
Bei der Parlamentswahl am 1. Juli 1937 wurde die seit 1932 regierende Fianna Fáil (FF) mit 69 von 138 Sitzen stärkste Partei. Am 21. Juli 1937 wurde Eamon de Valera (FF) mit 82 gegen 52 Stimmen vom Dáil Éireann (Parlament) erneut zum Präsidenten des Exekutivrats (Regierungschef) gewählt.
Alle Mitglieder der Regierung gehörten der Fianna Fáil an.
Die Amtszeit der Regierung endete am 29. Dezember 1939 mit dem Inkrafttreten der neuen Verfassung der Republik Irland. Der Exekutivrat wurde in gleicher personeller Zusammensetzung zur ersten Regierung der Republik Irland.

## Zusammensetzung
| Minister | Minister          | Minister | Minister      | Minister | Minister          |
| Amt | Name              | Partei   | Amtszeit      | Amtszeit | Amtszeit          |
| --- | ----------------- | -------- | ------------- | -------- | ----------------- |
| Präsident des Regierungsrats                                                                                 | Éamon de Valera   | FF       | 21. Juli 1937 | –        | 29. Dezember 1937 |
| Vizepräsident des Regierungsrats                                                                             | Seán Ó Ceallaigh  | FF       | 21. Juli 1937 | –        | 29. Dezember 1937 |
| Außenminister                                                                                                | Éamon de Valera   | FF       | 21. Juli 1937 | –        | 29. Dezember 1937 |
| Bildungsminister                                                                                             | Thomas Derrig     | FF       | 21. Juli 1937 | –        | 29. Dezember 1937 |
| Finanzminister                                                                                               | Seán MacEntee     | FF       | 21. Juli 1937 | –        | 29. Dezember 1937 |
| Minister für Industrie und Handel                                                                            | Seán Lemass       | FF       | 21. Juli 1937 | –        | 29. Dezember 1937 |
| Justizminister                                                                                               | Patrick Ruttledge | FF       | 21. Juli 1937 | –        | 29. Dezember 1937 |
| Landminister                                                                                                 | Gerald Boland     | FF       | 21. Juli 1937 | –        | 29. Dezember 1937 |
| Landwirtschaftsminister                                                                                      | James Ryan        | FF       | 21. Juli 1937 | –        | 29. Dezember 1937 |
| Minister für lokale Verwaltung und Gesundheit                                                                | Seán Ó Ceallaigh  | FF       | 21. Juli 1937 | –        | 29. Dezember 1937 |
| Minister für Post und Telegraphie                                                                            | Oscar Traynor     | FF       | 21. Juli 1937 | –        | 29. Dezember 1937 |
| Verteidigungsminister                                                                                        | Frank Aiken       | FF       | 21. Juli 1937 | –        | 29. Dezember 1937 |
| Staatssekretäre                                                                                              |                   |          |               |          |                   |
| Amt | Name              | Partei   | Amtszeit      | Amtszeit | Amtszeit          |
| Parlamentarischer Sekretär beim Präsidenten des Regierungsrats Parlamentarischer Sekretär beim Außenminister | Patrick Little    | FF       | 21. Juli 1937 | –        | 29. Dezember 1937 |
| Parlamentarischer Sekretär beim Finanzminister                                                               | Hugh V. Flinn     | FF       | 21. Juli 1937 | –        | 29. Dezember 1937 |
| Parlamentarischer Sekretär beim Minister für Industrie und Handel                                            | Seán Moylan       | FF       | 21. Juli 1937 | –        | 29. Dezember 1937 |
| Parlamentarischer Sekretär beim Minister für Land                                                            | Seán O’Grady      | FF       | 21. Juli 1937 | –        | 29. Dezember 1937 |
| Parlamentarischer Sekretär beim Minister für lokale Verwaltung und Gesundheit                                | Francis Ward      | FF       | 21. Juli 1937 | –        | 29. Dezember 1937 |
| Parlamentarischer Sekretär beim Verteidigungsminister                                                        | Seán O’Grady      | FF       | 21. Juli 1937 | –        | 29. Dezember 1937 |